# Totaalvoetbal
Totaalvoetbal is een speelstijl in het voetbal, waarbij de spelers voortdurend van positie wisselen: verdedigers duiken op in de aanval, aanvallers verrichten verdedigende taken, terwijl zelfs de doelverdediger niet schroomt een voetballende actie te maken. Het idee is dat er met totaalvoetbal verwarring bij de tegenstander ontstaat, omdat de tegenstander geen vaste mandekking kan toepassen.
Totaalvoetbal wordt vooral gespeeld in een 4-3-3-systeem waarbij de keeper bij de opbouw van achteruit meedoet en aanspeelbaar is. Het is belangrijk dat de spelers altijd aanspeelbaar zijn en de juiste keuzes maken als ze in balbezit zijn. Als bij de opbouw van achteruit ruimte ontstaat voor een verdediger om door te schuiven naar het middenveld, heeft het team één man extra op het middenveld. Nu is de taak van een middenvelder om door te schuiven naar de aanval, om zo een kans op een schot op doel groter te maken.
Voor totaalvoetbal is het belangrijk dat verdedigers kunnen aanvallen, middenvelders ook in de aanval en verdediging kunnen spelen, en de aanvallers goed druk kunnen zetten om de bal vroeg te kunnen veroveren. Om totaalvoetbal te kunnen toepassen moeten spelers beschikken over een zeer goede techniek en inzicht; het systeem moet aanvallend doeltreffend en ook mooi zijn om naar te kijken.
De term totaalvoetbal duikt voor het eerst op in 1965. Hij werd gebruikt door Rinus Michels in een interview met Jan Dassen in het Limburgsch Dagblad. In dit stuk, verschenen op 17 december 1965, beschrijft Michels hoe Engeland recentelijk tegen Spanje speelde en zei daarover ...dat totaalvoetbal begint bij Ajax een beetje te komen, allemaal gezien in het licht van het 4-2-4-systeem. Journalist Auke Kok stelt in zijn boek  1974; wij waren de besten dat de term is verzonnen door Maarten de Vos. De Vos schreef eind 1965 onder andere voor de krant De Nieuwe Limburger. Dat de Vos de term heeft gelezen in het stuk van Dassen, is waarschijnlijk, hoewel niet bewezen.
Nederlandse voetbaljournalisten, onder wie Matty Verkamman, Jaap Visser en hoofdredacteur Pieter Zwart van Voetbal International, stellen dat Ernst Happel en Feyenoord in 1969 de basis hebben gelegd voor het totaalvoetbal. In 1970 won Feyenoord er de Europacup I mee, door onder meer de regerend Europees en wereldkampioen AC Milan uit te schakelen. Volgens Zwart werd de speelstijl van Happel door Rinus Michels gekopieerd.
Angelo Sormani, in 1969 speler van AC Milan, was vijftig jaar na de uitschakeling door Feyenoord nog steeds onder de indruk. “We waren een revolutie aan het meemaken”, zei hij in de krant La Repubblica. “En we snapten er niks van. De wedstrijden tegen Feyenoord waren een hel. We werden weggespeeld.  Dat ontdekten we bitter genoeg in Rotterdam: een voortdurende wervelwind. We hadden geen aanknopingspunten. Spelers die moesten verdedigen vielen aan, middenvelders die negentig minuten van geen ophouden wisten en het hele veld bestreken; de linksbuiten die naar de rechterkant verhuisde en onze arme Anquilletti meetrok, die er helemaal niets meer van begreep en na twintig minuten met zijn tong op zijn schoenen liep. Rosato die zes verschillende spitsen moest dekken en die je Van Hanegem zag lopen zoeken. Maar die bleef op het middenveld... Vanaf de bank slechts stilte, want niemand begreep er een jota van. We verloren met 2-0 en dat was verdiend, maar die avond was een nachtmerrie.”
Ajax, onder leiding van coach Rinus Michels en met sterspeler Johan Cruijff in de gelederen, wist na Feyenoord met totaalvoetbal drie maal de Europacup I te winnen. Tijdens het WK van 1974 wist het  Nederlands Elftal met totaalvoetbal de finale te bereiken (Daar 2-1-verlies tegen West-Duitsland). Ernst Happel bereikte vier jaar later met Oranje eveneens de WK-finale, in Argentinië. Happel won in 1983 een Europa Cup 1 met HSV en bereikte in 1978 met Club Brugge de finale van het toernooi. Onder trainer Van Gaal wist Ajax in 1995 de Champions League te winnen met totaalvoetbal.